# Malleidae
Malleidae zijn een familie van tweekleppigen uit de orde Ostreida.

## Geslachten
- Malleus Lamarck, 1799
- Neoaviculovulsa Okutani & Kusakari, 1987